# Moldoveni (Neamț)
Moldoveni è un comune della Romania di 2 480 abitanti, ubicato nel distretto di Neamț, nella regione storica della Moldavia. 
Il comune è formato dall'unione di 2 villaggi: Hociungi e Moldoveni.